# Cleethorpes Coast Light Railway
| Dampflok der Cleethorpes Coast Light Railway |                                                   |  |  |
| Streckenlänge: | 1,95 km                                           |  |  |
| Spurweite: | 1948–71: 260 mm 1972–93: 362 mm Seit 1994: 381 mm |  |  |
| |                                                   |  |  |
| \| \| \| \| \| \| \| \| \| \| \| \| Kingsway Station \| \| \| \| \| \| \| \| \| \| \| \| \| \| \| Viadukt über den Boot-Teich \| \| \| \| \| \| \| \| \| \| \| \| \| \| \| Discovery Station (Bedarfshalt) \| \| \| \| \| \| \| \| \| \| Lokschuppen \| \| \| \| \| \| \| \| \| \| Lakeside Central \| \| \| \| \| \| \| \| \| \| \| \| \| \| \| \| \| \| \| \| \| \| \| \| \| \| \| \| \| \| \| \| \| \| \| \| \| \| \| \| \| \| \| \| \| Humberston, North Sea Lane \| \| \| \| \| \| \| \| \| \| \| \| \| |                                                   |  |  |
| |                                                   |  |  |
| |                                                   |  |  |
| U-Bahn-Strecke | Kingsway Station                                  |  |  |
| |                                                   |  |  |
| |                                                   |  |  |
| U-Bahn-Brücke über Wasserlauf | Viadukt über den Boot-Teich                       |  |  |
| |                                                   |  |  |
| |                                                   |  |  |
| U-Bahn-Haltepunkt / Haltestelle | Discovery Station (Bedarfshalt)                   |  |  |
| |                                                   |  |  |
| U-Bahn-Abzweig geradeaus und nach halbrechts · U-Bahn-Betriebsstelle Streckenanfang | Lokschuppen                                       |  |  |
| U-Bahn-Strecke von halblinks · U-Bahn-Überleitstelle / Spurwechsel |                                                   |  |  |
| U-Bahn-Haltepunkt / Haltestelle Streckenende · U-Bahn-Haltepunkt / Haltestelle Streckenende · U-Bahn-Haltepunkt / Haltestelle | Lakeside Central                                  |  |  |
| U-Bahn-Bahnübergang |                                                   |  |  |
| |                                                   |  |  |
| U-Bahn-Bahnübergang |                                                   |  |  |
| |                                                   |  |  |
| |                                                   |  |  |
| |                                                   |  |  |
| |                                                   |  |  |
| |                                                   |  |  |
| U-Bahn-Strecke | Humberston, North Sea Lane                        |  |  |
| |                                                   |  |  |
| |                                                   |  |  |

Die Cleethorpes Coast Light Railway (CCLR) ist eine 1,95 km lange Parkeisenbahn mit einer Spurweite von 15 Zoll (381 mm) vom Leisure Centre zur Mündung des Buck Beck in Cleethorpes, North East Lincolnshire, England.

## Geschichte
Die heutige CCLR hat sich aus der 1948 gegründeten 270 m langen eingleisigen Cleethorpes Miniature Railway (CMR) mit einer ursprünglichen Spurweite von 10¼ Zoll (260 mm) entwickelt. Von 1972 bis 1993 hatte sie eine Spurweite von 14¼ Zoll (362 mm) und seit 1994 von 15 Zoll (381 mm).
Die 1972 vorgenommene Umspurung auf eine Spurweite von 14¼ Zoll (362 mm) ist bemerkenswert, weil es sich um die einzige bekannte Schmalspurbahn mit dieser Spurweite handelt. Es gibt zwei Theorien, warum diese Spurweite gewählt wurde. Entweder haben die Hersteller des Gleises irrtümlicherweise von Schienenmitte zu Schienenmitte gemessen, anstatt die lichte Weite zwischen den Schienenköpfen zu messen. Oder sie erhielten vom Cleethorpes Borough Council eine Bestellung für ¼ der Spurweite eines Normalspurgleises, die sie mit einer Toleranz von ⅛ Zoll (3 mm) erfüllten.
| Jahre      | Name | Spurweite         | Antrieb  | Managers                                                       | Bemerkungen                                                           |
| ---------- | ---- | ----------------- | -------- | -------------------------------------------------------------- | --------------------------------------------------------------------- |
| 1948       | CMR  | 10¼ Zoll (260 mm) | Dampf    | W. Botterill, unter Konzession vom Cleethorpes Borough Council | Eine Saison auf der ursprünglichen Trasse                             |
| 1949–1953  | CMR  | 10¼ Zoll (260 mm) | Dampf    | W. Botterill, unter Konzession vom Cleethorpes Borough Council | New longer route, profitable                                          |
| 1954–1958  | CMR  | 10¼ Zoll (260 mm) | Batterie | A. Clethro, unter Konzession vom Cleethorpes Borough Council   | Vollkommen neue Schienenfahrzeuge, stabile Umsätze                    |
| 1959–1971  | CMR  | 10¼ Zoll (260 mm) | Batterie | Cleethorpes Borough Council, im eigenen Hause                  | Generelle Umsatzeinbußen, als sich der Markt änderte                  |
| 1972–1990  | CMR  | 14¼ Zoll (362 mm) | Propan   | Cleethorpes Borough Council, im eigenen Hause                  | Investitionen und Verlängerung der Bahnstrecke, danach Umsatzeinbußen |
| 1991–1993  | CCLR | 14¼ Zoll (362 mm) | Propan   | Cleethorpes Coast Light Railway                                | Privatisierung                                                        |
| 1994–1999  | CCLR | 15 Zoll (381 mm)  | Gemischt | Cleethorpes Coast Light Railway                                | Umspurung und signifikante Investitionen                              |
| 2000–2013  | CCLR | 15 Zoll (381 mm)  | Gemischt | Cleethorpes Coast Light Railway                                | Streckenverlängerung 2000 und 2007                                    |
| 2014–heute | CCLR | 15 Zoll (381 mm)  | Gemischt | Cleethorpes Light Railway Ltd                                  | Die Bahnstrecke wurde von P. Bryant und J. Kerr gekauft               |

## Heutiger Betrieb
Die Züge fahren von der Kingsway Station beim Leisure Centre über ein 37 m langes Viadukt entlang der Küstenschutzmauer und wenden sich dann nach Süd-Süd-Westen am Lokschuppen und Museum vorbei zur Lakeside station. Im Winter 2006/7 wurde die Strecke um 825 m  nach Süd-Osten zum neuen Haltepunkt North Sea Lane am Meridian Line Parkplatz, in der Nähe des Pleasure Island Family Theme Park und der Mündung des Buck Beck verlängert. Seitdem ist die Strecke 1,95 km lang.
Die Eisenbahn betreibt 7 Dampflokomotiven und fünf Lokomotiven mit Verbrennungsmotor (Diesel oder Benzin). Es gibt 19 geschlossene Personenwagen, vier offene Personenwagen, sowie einen Gliederzug.
Es gibt zwei von Severn Lamb gebaute Rio Grande Dampflokomotiven. Durch Gelder der National Lottery konnte sich die Eisenbahn Schienenfahrzeuge der seit langem stillgelegten Sutton Miniature Railway in Sutton Park, Sutton Coldfield beschaffen, einschließlich einer Bassett-Lowke Class 10 Little Giant Mighty Atom.
Im Mai 2014 wurde die Eisenbahn als Cleethorpes Light Railway Limited privatisiert.

## Fahrpläne
Drei offizielle farbcodierte Fahrpläne kommen zum Einsatz:
- Blau: Alle 50 Minuten; 1 Zug; an Wochentagen außer Samstag und in der Nebensaison.
- Grün: Alle 30 Minuten; 2 Züge an Wochenenden und Feiertagen.
- Rot: Alle 15 Minuten; 4 Züge, bei Sonderveranstaltungen.

## Dampflokomotiven
| Name                        | Nummer | Achsfolge                    | Hubraum (Zoll); Druck (lb) | Hersteller                | Status           | Besitzer           |
| --------------------------- | ------ | ---------------------------- | -------------------------- | ------------------------- | ---------------- | ------------------ |
| Sutton Belle                | 1      | 4-4-2 Tender                 | 4,25 × 6,75                | Cannon Ironfoundries 1933 | Wird restauriert | CCLRSA             |
| Sutton Flyer                | 2      | 4-4-2 Tender                 | 4,25 × 6,75                | Griffin Foundry 1950      | Eingelagert      | CCLRSA             |
| Mighty Atom/Prince of Wales | 11     | 4-4-2 Tender                 |                            | Bassett-Lowke 1908        | Eingelagert      | CLR Ltd            |
| SRRL 24                     | 24     | 2-6-2 Tender                 | 5,94 × 8; 3000 lb          | Fairbourne 1990           | Betriebsbereit   | CLR Ltd            |
| Effie                       |        | 0-4-0 Seitliche Wasserkästen |                            | Great Northern Steam 1999 | In Service       | Privatbesitz       |
| Yvette                      | 111    | 4-4-0 Tender                 | 313/16 x 6; 508 lb         | Craven 1946               | Wird restauriert | T. Brackenbury     |
| O4 Class                    | 6284   | 2-8-0 Tender                 |                            | Crome/Loxley 2009         | Betriebsbereit   | R Crome & R Loxley |

## Diesel- und Benzinlokomotiven
| Name     | Nummer | Hersteller                   | Achsfolge             | Treibstoff/Antrieb | Status         | Besitzer |
| -------- | ------ | ---------------------------- | --------------------- | ------------------ | -------------- | -------- |
| Toby/Ted | 7      | Lister 1944                  | 0-4-0                 | Dieselmechanisch   | Betriebsbereit | CLR Ltd  |
| Dudley   | SMR 4  | G & S Light Engineering 1946 | Bo-Bo                 | Benzinmechanisch   | Eingelagert    | CCLRSA   |
| DA1      | 6      | Bush Mill Railway 1986       | 0-4-0                 | Dieselmechanisch   | Betriebsbereit | CLR Ltd  |
| Bluebell | 278    | Severn Lamb 1979             | 2-8-0                 | Dieselhydraulisch  | In Service     | CLR Ltd  |
| Battison | 5      | Stanley Battison 1958        | 2-6-4T Dampflokdesign | Dieselelektrisch   | Betriebsbereit | CLR Ltd  |